# Макрусові
Макрусові (Macrouridae, англ. Grenadiers) — родина костистих риб родини Тріскоподібні (Gadiformes).

## Поширення
Трапляються у всіх океанах. Найбільше число видів зустрічається в тропіках. В Атлантичному океані живе близько 80 видів, в Індо-Вест-Пацифіці — майже 200, у східній частині Тихого океану — більше 40. Вертикальний розподіл макрурусових охоплює діапазон від 50-100 до 5-6 тис. м. Окремі види мешкають у більш вузькому діапазоні глибин, що не перевищує декількох сотень метрів.

## Класифікація
Макрусові — одна з найчисленіших, якщо не найчисленніша група глибоководних риб. Колишня оцінка у 300 видів сильно занижена, так як за останні десять років описано близько 30 нових видів і навіть кілька нових родів. За нинішньої слабкої вивченості багатьох районів материкового схилу і талассобатіалі можна очікувати ще більшого збільшення списку видів у міру освоєння рибних ресурсів великих глибин.
Родина містить 350 видів у 27 родах:
- Підродина Bathygadinae
  - Рід Bathygadus
  - Рід Gadomus
- Підродина Macrourinae
  - Рід Albatrossia
  - Рід Asthenomacrurus
  - Рід Cetonurichthys
  - Рід Cetonurus
  - Рід Coelorinchus
  - Рід Coryphaenoides
  - Рід Cynomacrurus
  - Рід Echinomacrurus
  - Рід Haplomacrourus
  - Рід Hymenocephalus
  - Рід Kumba
  - Рід Kuronezumia
  - Рід Lepidorhynchus
  - Рід Lucigadus
  - Рід Macrosmia
  - Рід Macrourus
  - Рід Malacocephalus
  - Рід Mataeocephalus
  - Рід Mesobius
  - Рід Nezumia
  - Рід Odontomacrurus
  - Рід Pseudocetonurus
  - Рід Pseudonezumia
  - Рід Sphagemacrurus
  - Рід Spicomacrurus
  - Рід Trachonurus
  - Рід Ventrifossa
- Підродина Macrouroidinae
  - Рід Macrouroides
  - Рід Squalogadus
- Підродина Trachyrincinae
  - Рід Idiolophorhynchus
  - Рід Trachyrincus